# 維記咖啡粉麵

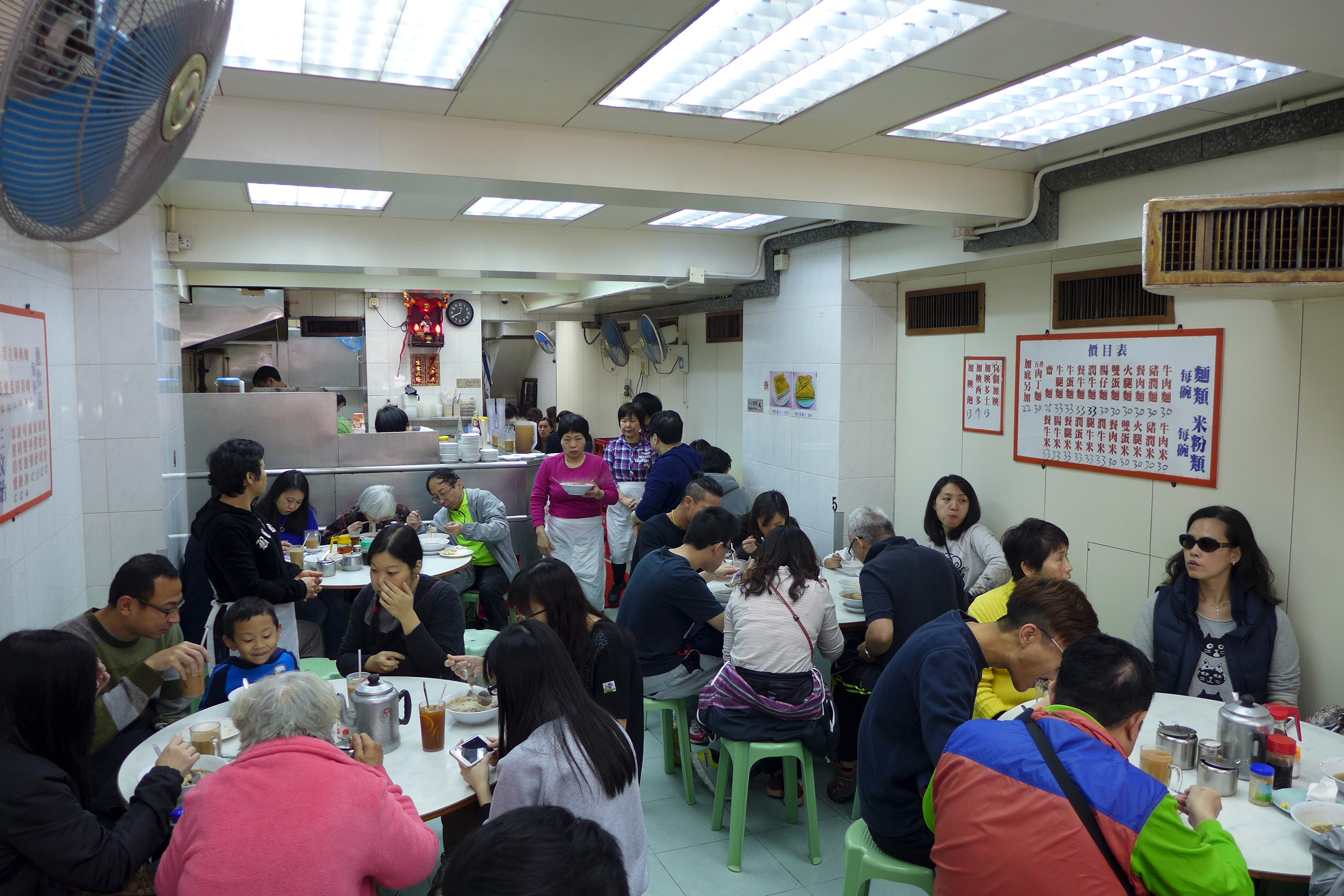
餐廳內貌

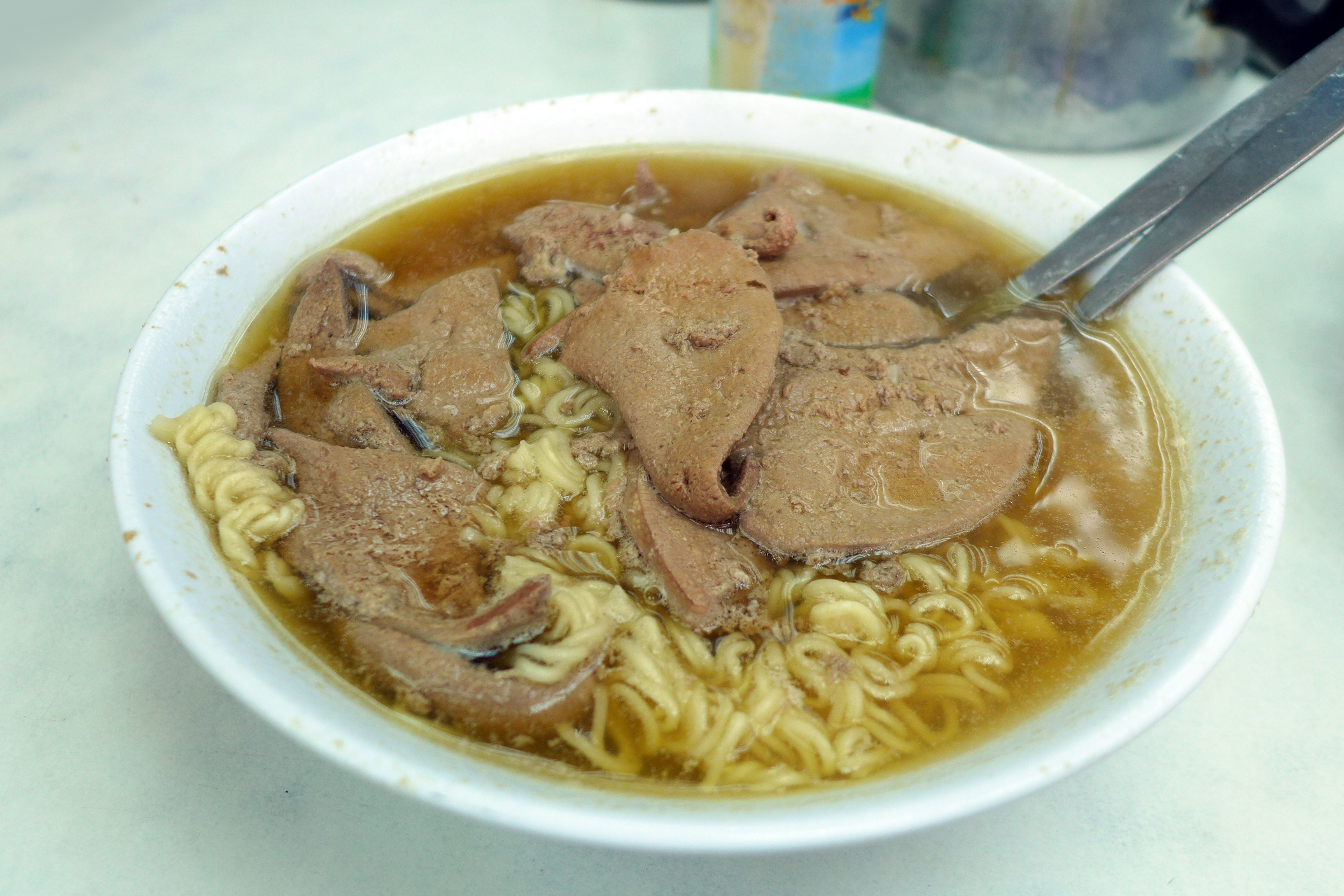
餐廳知名的招牌之一：豬潤牛肉麵

維記咖啡粉麵是香港一家著名茶餐廳，位於九龍深水埗福榮街62號及66號 ，於1957年創立，以「豬潤牛肉麵」（豬肝牛肉麵）及咖央西多士著名。香港行政長官曾蔭權曾公開光顧該店，使該店更為知名。2011年無綫電視電視劇《怒火街頭》中女主角一家的麵店，也是取景自維記。

## 外部連結
- Openrice：維記咖啡粉麵 Wai Kee Noodle Cafe （页面存档备份，存于）
- 《新假期》：維記咖啡粉麵 （页面存档备份，存于）
- YOUZI （页面存档备份，存于）：維記咖啡粉麵 馳名美食豬潤麵 （页面存档备份，存于）

1. ↑   （页面存档备份，存于），尝尝深水埗的味道。